# Hrvoje Banaj
Hrvoje Banaj (Zagreb, 1980.),  hrvatski bariton i kontratenor.

## Životopis
Uz srednju školu izvanredno je studirao orgulje na Institutu za crkvenu glazbu Katoličkog bogoslovnog fakulteta Sveučilišta u Zagrebu. Kao orguljaš i dalje je koncertno, te liturgijski aktivan u zemlji i inozemstvu. Solo pjevanje učio je kod mnogih internacionalno priznatih vokalnih pedagoga kao što su: prof. Mario Gjuranec, Hella Seitz-Ritt, Biljana Keserić-Košćal i dr.
Diplomirao je germanistiku i fonetiku na Filozofskom fakultetu Sveučilišta u Zagrebu. Od 2001. godine stalni je vanjski suradnik GK Komedija u Zagrebu u kojem je debitirao kontratenorskom ulogom Mary Sunshine u mjuziklu Chicago¸(2004.), a opernoj se publici prvi put predstavio tenorskom ulogom Mladog mornara i baritonskom, onom Kormilara, u Wagnerovoj operi Tristan i Izolda - (HNK Zagreb, 2005.). Okušao se i u glumačkom fahu ulogom Miss Lynch u mjuziklu Briljantin (2006.) u GK "Komedija" u Zagrebu.
Koncertno je kao pjevač i orguljaš, te kazališni umjetnik gostovao u gotovo cijeloj zemlji i inozemstvu (Austrija, Njemačka, Slovenija, Bosna i Hercegovina, Crna Gora).
Surađivao je s mnogim istaknutim redateljima (Jochen Zörner-Erb, Kraft-Eike Wrede, Vlado Štefančić, Ozren Prohić, Dora Ruždjak-Podolski, Igor Barberić) i dirigentima (Mladen Tarbuk, Veseljko Barešić, Tomislav Uhlik, Josip Šego, Dinko Appelt).
Posjeduje velik raspon glasa (D – c2) s mogućnošću uspješne interpretacije njemačkog lieda i operne literature, no i mjuzikalskog žanra.
Nedavno je kao interpret polusatnog teksta na njemačkom sudjelovao na Međunarodnom kazališnom festivalu na njemačkom jeziku u Osijeku.
Također je interpretirao tekstove na audio-snimkama za nacionalne ispite iz njemačkog jezika, a skladao je i kompozicije za elektroničke udžbenike za njemački jezik.

## Vanjske poveznice
- Kratka biografija na stranicama GK Komedija  Arhivirana inačica izvorne stranice od 7. rujna 2008. (Wayback Machine)
- Hrvoje Banaj na popularnom hrvatskom portalu  Arhivirana inačica izvorne stranice od 21. srpnja 2011. (Wayback Machine)
- Diplomski rad Hrvoja Banaja pohranjen u knjižnici Filozofskog fakulteta u Zagrebu  Arhivirana inačica izvorne stranice od 28. travnja 2016. (Wayback Machine)